# Gary Ruvkun
Gary Ruvkun es un biólogo molecular estadounidense y profesor de genética de la Harvard Medical School en Boston. Sus descubrimientos relativos a Micro ARN le valieron el Premio Nobel de Medicina 2024, junto a Victor Ambros.

## Educación
Obtuvo su pregrado (licenciatura) en 1973 en la Universidad de California, Berkeley. Completó sus estudios de doctorado en la Universidad de Harvard, en 1981,  bajo la supervisión de Fred Ausubel, donde investigó los genes bacterianos de fijación de nitrógeno (tesis: The Molecular Genetic Analysis of Symbiotic Nitrogen Fixation (NiF) Genes From Rhizobium meliloti.). Completó sus estudios postdoctorales con Robert Horvitz en el Instituto de Tecnología de Massachusetts y con Walter Gilbert de Harvard.[cita requerida]

## Galardones
- 2005: Premio Lewis S. Rosenstiel al trabajo distinguido en la investigación médica de la Universidad Brandeis (compartido con Craig Mello, Andrew Fire, y Victor Ambros).
- 2008: Medalla Benjamin Franklin en Ciencias de la Vida, del Instituto Franklin of The Franklin Institute (compartido con Victor Ambros y David Baulcombe).
- 2008: Premio Albert Lasker de Investigación Médica Básica (compartido con Victor Ambros and David Baulcombe).
- 2008: Massachusetts General Hospital Warren Triennial Prize (compartido con Victor Ambros).
- 2009: Louisa Gross Horwitz Prize de la Universidad de Columbia (compartido con Victor Ambros).
- 2009: Massry Prize de la University of Southern California (compartido con Victor Ambros).
- 2012: Dr. Paul Janssen Award for Biomedical Research de Johnson & Johnson (compartido con Victor Ambros).
- 2014: Premio Wolf en Medicina
- 2024: Premio Nobel de la medicina (compartido con Victor Ambros)